# Дизельний двигун

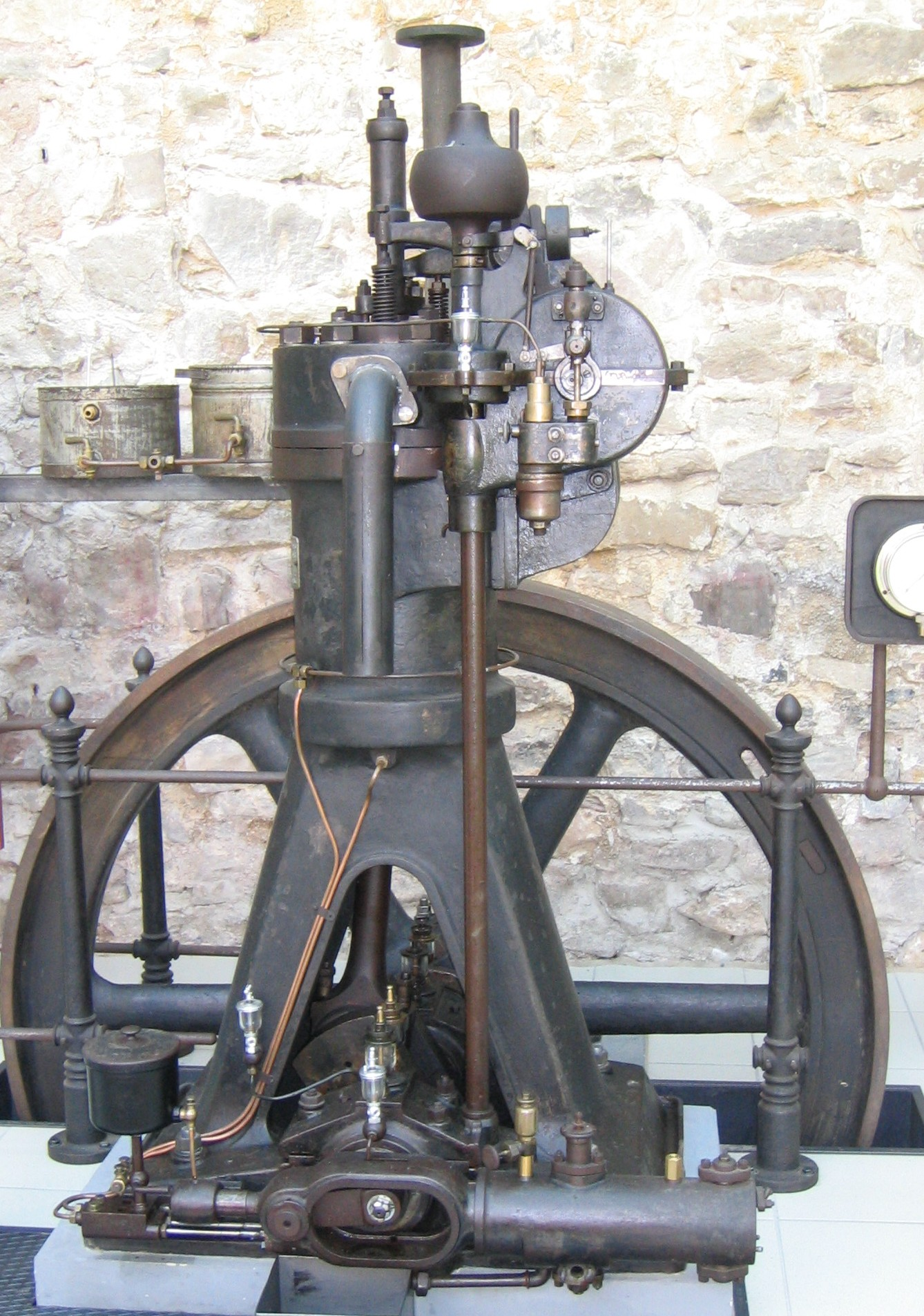
DM 12 — Стаціонарний одноциліндровий двигун Дизеля (MAN, Ауґзбурґ, 1906, 12 КС) перше покоління.

Мал. 1. Схема роботи чотиритактного дизельного ДВЗ

Ди́зельний двигу́н / руші́й — двигун внутрішнього згоряння, у якому використовується легке нафтове пальне. Це поршневий двигун типу бензинового, але тільки повітря (а не пально-повітряна суміш) заходить у циліндр під час першого такту поршня. Поршень піднімається і стискає повітря до дуже високої температури. У цю мить насос вприскує пальне, і завдяки високій температурі повітря, воно загоряється. Поки пальне горить, поршень опускається вниз (робочий хід).
Двигун економічний, названий іменем свого винахідника, Рудольфа Дізеля. 
Чотиритактний цикл роботи дизельного ДВЗ складається з процесів: 1. Впуск. 2. Стискання. 3. Згоряння(робочий хід). 4. Випуск. У теоретичних циклах приймається, що впуск пальної суміші відбувається миттєво, що відповідає точці початку стискання.
Двотактний цикл роботи дизельного ДВЗ складається з процесів: 1. При русі поршня вгору — стиснення паливоповітряної суміші у поточному циклі та засмоктування суміші для наступного циклу у порожнину під поршнем. 2. При русі поршня вниз — робочий хід, випуск та витіснення паливоповітряної суміші з-під поршня в робочу порожнину циліндра.
Цикли карбюраторних та дизельних двигунів відрізняються характером процесу підведення тепла (згоряння). Слід зазначити, що на практиці цикл реальних ДВЗ відповідає комбінованому циклу або узагальненому, в якому перша частка тепла підводиться при V=пост., а друга при Р=пост.
Також було багато випадків вибухів дизельних двигунів, що вплинуло на виробництво та попит на них.
Дизельні двигуни мають більший ресурс до капітального ремонту — 200—800 тис. км.
Характерним є звук помпи, яка під тиском впорскує пальне в циліндри.
У 2018 році у низці країн (передовсім Німеччина — Гамбург та Аахен) почали забороняти дизельним автомобілям в'їжджати до міст.

## Екологія
Дизельні авто іноді помилково вважаються більш екологічно безпечними за бензинові, хоча це не так. Із розвитком електротранспорту все більше виробників зменшують виробництво дизельних автомобілів, а деякі відмовляються від них повністю. 2018 року Toyota та за нею Nissan повідомили про поступове, але повне припинення продажів дизельних авто в Європі. Окрім іншого, це обумовлено падінням попиту на дизельні автомобілі: 2011 року рівень попиту становив 54,9 %, а 2017-го — 43,8 %.

### Небезпечні викиди
Найвагомішими небезпечними викидами даного типу двигунів є такі:
- Оксиди сірки
- Оксиди азоту
- Вуглеводні
- Сажа
- Оксиди вуглецю

Зменшення викидів за рахунок газодизельного режиму при переході на скраплений природний газ може досягати до 80 %.